# Jaquemart

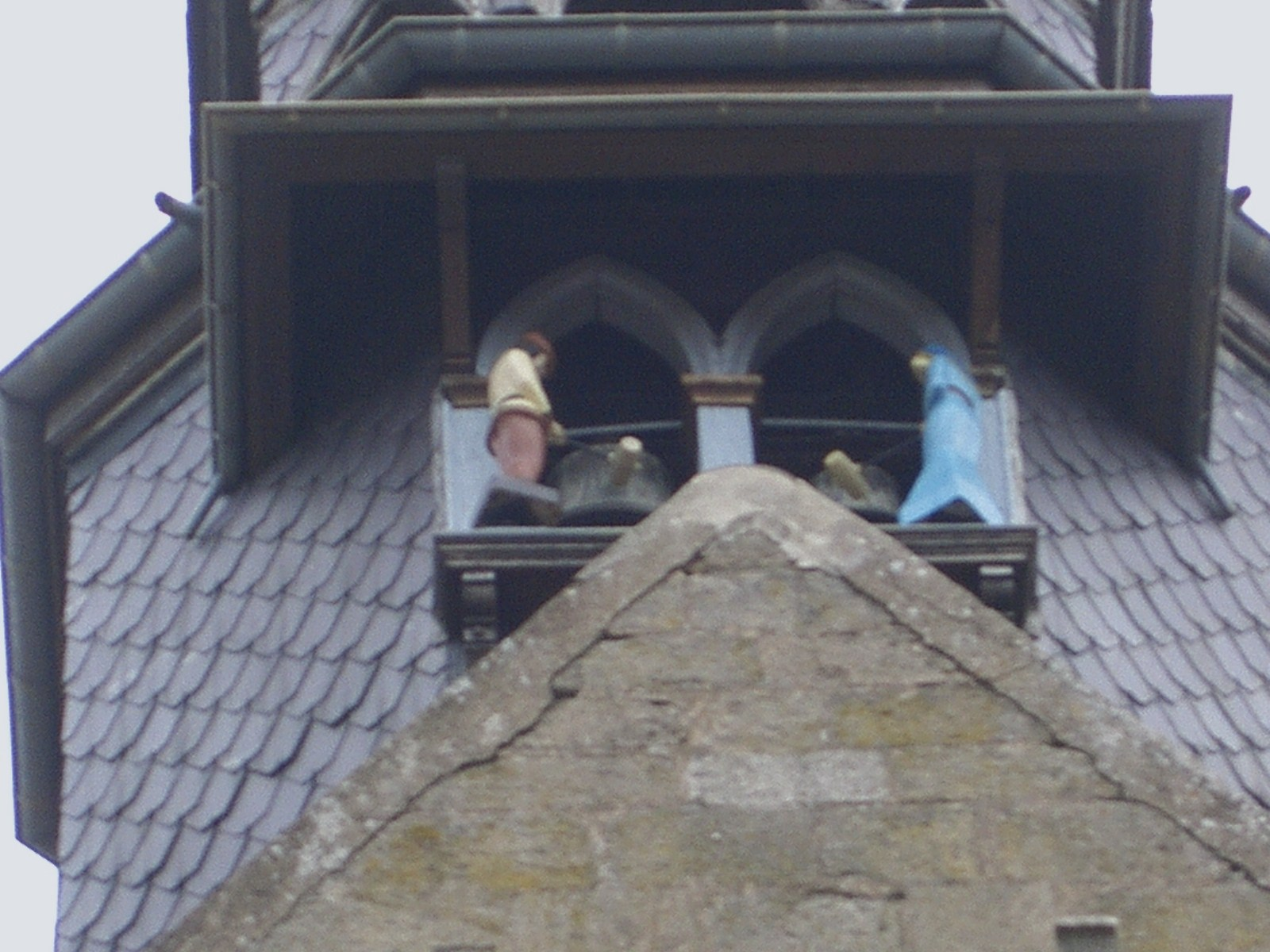
Een Jaquemart

Een Jaquemart of Jacquemart is een automaton met een klok waarop de uren worden geslagen door een of meer mechanische poppen. Meestal slaat de pop met een hamertje op de klok. De poppen zelf worden ook wel Ja(c)quemart of soms uurklopper genoemd.
De naam komt naar alle waarschijnlijkheid uit Dijon. Na de Slag bij Westrozebeke in 1382 bracht hertog Filips de Stoute de Kortrijkse belfortklok als oorlogsbuit de stad binnen. Hij noemde het mechanisme, dat toen nog maar één figuur had, een van de mooiste die er zijn aan deze of gene zijde van de zee (“l'un des plus biaux que on seuist dechà ni delà la mer”). Het was bij het transport gebarsten, maar werd hersteld en geïnstalleerd op de westgevel van de Notre-Dame de Dijon.
Het beeldje dat de klok in Dijon sloeg, wordt pas sinds 1458 Jaquemart genoemd. De inwoners van die stad voegden er in 1651 een vrouwelijk beeldje aan toe, Jacqueline, om de halve uren te slaan. In of kort na 1714 voegden ze er een "zoontje", Jacquelinet, aan toe en in 1884 een "dochtertje", Jacquelinette. Deze twee "kinderen" slaan om kwart vóór en kwart over het hele uur op kleinere klokken.

## Naam
In 1422 is er een boekhoudkundige vermelding over werken door een uurwerkmaker Jacqemart (een «orlogeur et serrurier nommé Jacquemart qui recut 22 livres pour les besongnes qu’il a faictes à l’orloge de Dijon»). Een andere tamelijk plausibele verklaring van de naam is jacques (Vlaams: Jaak, Hollands: Jaap, ook Frans voor: gewone boer, Jan-met-de-Pet) en marteau (hamer); dus: Jaak / Jaap Hamer. Maar er zijn diverse andere speculaties.
In het Engels is de naam versleten tot Jack of the Clock of Jack O'clock.

## Jaquemarts in de wereld
Een Frans repertorium telde in 2020 wereldwijd ruim 250 jaquemarts, waarvan het overgrote deel in Europa: Duitsland (74), Frankrijk (50), het Verenigd Koninkrijk (35), België (6), en Nederland (9).  

### Bekende jaquemarts
- België: Jean de Nivelles, Sint-Pieterskerk (Leuven), Manten en Kalle op het belfort van Kortrijk, Musée gaumais (Virton)
- Frankrijk: buiten het exemplaar van Dijon staan ook jaquemarts, met twee of meer figuurtjes die de uren slaan, op het stadhuis te Cambrai, Montbard, Compiègne en Montdidier (Somme); voorts in Lambesc, Moulins (Allier) en Feurs, en op de kathedraal van Clermont-Ferrand
- Duitsland kent twee jaquemarts die dateren uit de 20e eeuw: op het dak van het Krochhochhaus te Leipzig, en op het Geschäftshaus Deiter in Essen.

Het Stadhuis van Gouda in Nederland en de Zimmertoren te Lier in België hebben uurautomaten met bewegende beelden.